# Naz̧arābād-e Eftekhār
Naz̧arābād-e Eftekhār (persiska: نَظَرابادِ اِفتِخار, نظر آباد افتخار, نَظَر آباد) är en ort i Iran.   Den ligger i provinsen Västazarbaijan, i den nordvästra delen av landet, 600 km väster om huvudstaden Teheran. Naz̧arābād-e Eftekhār ligger 1 278 meter över havet och antalet invånare är 151.
Terrängen runt Naz̧arābād-e Eftekhār är huvudsakligen platt, men västerut är den kuperad. Terrängen runt Naz̧arābād-e Eftekhār sluttar österut.Runt Naz̧arābād-e Eftekhār är det ganska tätbefolkat, med 185 invånare per kvadratkilometer. Närmaste större samhälle är Urmia, 14,0 km nordväst om Naz̧arābād-e Eftekhār. Trakten runt Naz̧arābād-e Eftekhār består till största delen av jordbruksmark.